# Danthonia
Danthonia  DC. é um género botânico pertencente à família Poaceae, subfamília Danthonioideae.
O gênero apresenta aproximadamente 310 espécies. Ocorrem na Europa, África, Ásia, Australásia, América do Norte e América do Sul.

## Sinônimos
- Brachatera Desv. (SUS)
- Brachyathera Kuntze (SUS)
- X Danthosieglingia Domin
- Merathrepta Raf. (SUS)

## Principais espécies
| - Danthonia alleni Austin - Danthonia archboldii Hitchc. - Danthonia californica Bol. - Danthonia compressa Austin ex Peck - Danthonia decumbens (L.) DC. - Danthonia faxonii Austin - Danthonia glabra Nash | - Danthonia mexicana Scribn. - Danthonia parryi Scribn. - Danthonia shrevei Britton - Danthonia tandilensis Kuntze - Danthonia thermale Scribn. - Danthonia werdermannii Pilg. |

- «PPP-Index Lista completa»